# 杜金才
杜金才（1952年10月—），河北景县人。中国人民解放军上将，中国共产党第十八届中央委员会委员。曾任中国人民解放军总政治部副主任，中国共产党中央纪律检查委员会副书记、中央军事委员会纪律检查委员会书记。

## 生平
1969年11月，参加中国人民解放军服兵役，被分配到新疆军区炮兵第十三师。1971年3月加入中国共产党。1972年，获推荐进入新疆大学外语系俄语专业学习。1975年毕业后，回到部队担任见习翻译。此后，长期在新疆军区工作，曾担任新疆军区政治部副主任；期间，于1998年2月至1999年1月，在中国人民解放军国防大学基本系进修。
2002年，任兰州军区政治部副主任。2005年3月，任陆军第二十一集团军政治委员。2006年12月，任成都军区政治部主任。2007年6月，任中国人民解放军总政治部主任助理。2009年12月，任总政治部副主任。2012年11月中共十八大后，任中国共产党中央纪律检查委员会副书记兼中央军事委员会纪律检查委员会书记和全军政法委员会书记。2016年1月，任新成立的中央军事委员会纪律检查委员会首任书记。2016年8月，不再担任中共中央政法委员会委员。2017年1月，不再担任中央军事委员会纪律检查委员会书记。
2000年7月，授少将军衔。2008年7月，晋升中将。2012年7月，晋升上将军衔。